# The Born This Way Ball
The Born This Way Ball è stato il terzo tour di concerti della cantautrice statunitense Lady Gaga, a supporto del suo secondo album in studio Born This Way (2011).
Il tour si è svolto in Asia, Oceania, Europa, le Americhe ed Africa.
È cominciato il 27 aprile 2012 in Corea del Sud, presso lo stadio olimpico di Seul.
La tournée, inizialmente composta da 119 concerti, è stata ridotta a 98 spettacoli in seguito ad un problema all'anca della cantante, per il quale ha dovuto sottoporsi ad un'operazione chirurgica. Malgrado non sia stato portato a termine e sia stato accompagnato da numerose polemiche nei Paesi asiatici a causa delle ideologie di questi Stati, il tour ha incassato circa 181 milioni di dollari, con un incasso medio per ogni show equivalente a quasi 2 milioni e mezzo di dollari, risultando la quinta tournée con il maggiore incasso dell'anno.

## Storia

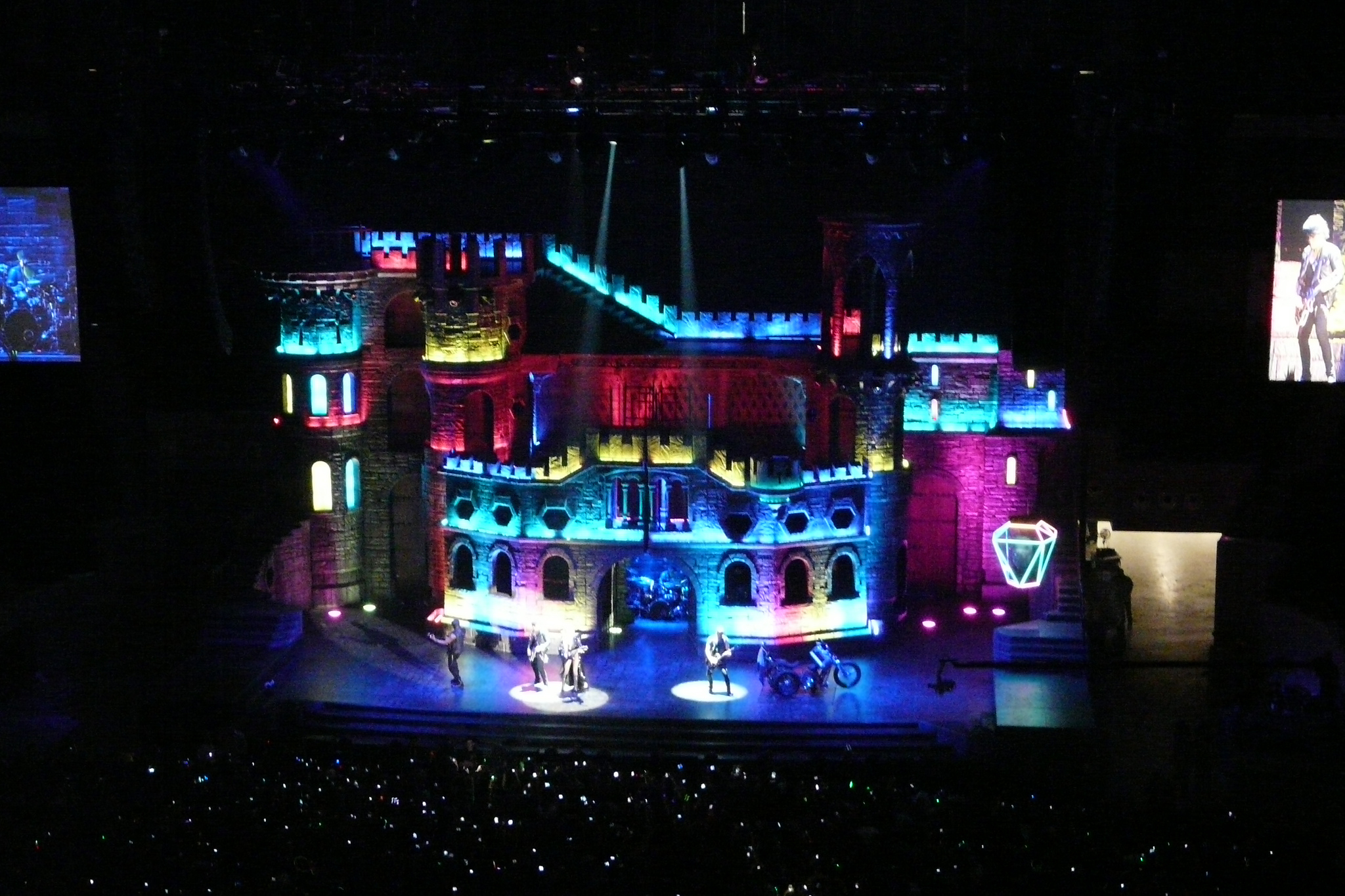
Scenografia del Born This Way Ball Tour

Durante il lancio del suo secondo singolo Judas, la cantante confermò in una intervista di voler fare un nuovo tour nel 2012, visitando per la prima volta città dell'America Latina, come la Colombia e il Brasile; affermò di voler ritornare anche in Messico. A novembre 2011, il produttore Dj White Shadow disse che Gaga stava facendo i preparativi per il tour, aggiungendo che l'obiettivo principale della cantante nel 2012 sarà quello di prepararsi per lo show e quello di scrivere nuove canzoni per il prossimo album. Fernando Garibay, che collaborò con Gaga in The Fame Monster, disse che Born This Way era uno dei suoi migliori momenti personali. La sua opinione sul tour è che sarebbe stato più esagerato del tour precedente.
Il poster promozionale è stato presentato il 7 febbraio 2012. Nel poster si vede il volto di Gaga tra nuvole oscure, con piccoli accenni di porpora e turchese; al di sotto delle nuvole, c'è un castello medievale, davanti c'è la cantante con le stesse applicazioni prostetiche,che vengono usate nella cover del singolo Born This Way e nel suo video musicale, inoltre indossa un abito scultura raffigurante un keytar, strumento usato spesso dalla cantante, e al suo fianco alcuni ballerini . La prima leg del Born This Way Ball Tour fu annunciata il giorno dopo rivelando che la cantante voleva portare il concerto in nazioni come la Corea del Sud, la Cina e Singapore. Ulteriori date della leg oceanica sono state aggiunte il 15 febbraio 2012. L'amministratore delegato della Live Nation Arthur Fogel ed il suo team coordineranno tutto il tour, come hanno fatto con la maggior parte del Monster Ball Tour del 2010-11. Fogel ha spiegato che "L'ultimo tour ha stabilito [Gaga] come un'importante artista a livello mondiale e credo che questo tour sarà un'estensione di ciò, soprattutto considerando che andremo in territori dove non è mai stata, come il Sud-Est asiatico e l'America Latina."
Le prime ventuno date europee sono state annunciate nell'aprile 2012, si svolgono da agosto ad ottobre, toccano come prima tappa la Bulgaria e come ultima tappa la Spagna. In seguito, il DJ tedesco Zedd è stato scelto come artista di apertura per la leg asiatica del tour, mentre la storica collaboratrice Lady Starlight e la band glam rock britannica The Darkness sono stati confermati come artisti di apertura delle tappe europee del Born This Way Ball. Nel loro sito web, la band ha dichiarato che sono stati "onorati di annunciare la loro partecipazione come artista d'apertura principale per il Born This Way Ball Tour del 2012".
Quando è stato chiesto perché abbia scelto Seul come prima città del suo imminente tour mondiale, invece del Giappone, il più grande mercato musicale dell'Asia, un portavoce della cantante rispose "Lady Gaga ha detto che adora la Corea".

### Problemi di salute
L'11 febbraio 2013 il tour viene fermato e due giorni dopo, il 13 febbraio, è stato reso noto che Lady Gaga soffriva già da qualche tempo di forti dolori al fianco destro, all'anca, che ha costretto l'artista ad annullare le esibizioni di Chicago, Detroit ed Hamilton. Dopo le analisi mediche, è stato annunciato che la cantante avrebbe avuto bisogno di un intervento chirurgico per risolvere il problema. La gravità del problema ha costretto la cancellazione di tutte le 21 date rimanenti al termine del tour.

## Sviluppo
È considerata Parterre, e i Little Monsters la aprono quando arrivano all’arena o allo stadio. L’entrata nella fossa è per i fan che sono arrivati per primi, aspettando tutta la notte e vestendosi per il “Ball”. Ogni notte la Haus Of Gaga sceglierà dei fan dalla Fossa per venire dietro le quinte con me e incontrarmi! Questi biglietti NON costeranno più degli altri. Non è richiesto uno specifico tipo di abbigliamento
Lady Gaga dichiarò di essersi ispirata per le performance al suo tour precedente, il Monster Ball Tour.
In un'intervista con MTV News, la cantante ha affermato che questo tour è una sorta di continuo del precedente. A febbraio 2012, la cantante su Twitter dichiarò di voler rendere pubblico il design dello stage del tour.
Gaga svelò uno schizzo dello stage, progettato direttamente da lei e dal suo gruppo di lavoro l'Haus of Gaga. Su Twitter scrisse: "Sono così eccitata. La Haus ha lavorato duramente, non vedo l'ora di farvelo vedere!! Vi amo Little Monsters." Lo stage è stato creato come un castello gotico medievale, con torri, incisioni, ed una larga passerella per interagire con il pubblico.
Facenti parte di una campagna pubblicitaria nelle settimane precedenti il tour, quattro bozzetti di costumi disegnati da Giorgio Armani furono rilasciati alla stampa. Armani aveva precedentemente già lavorato a costumi di scena per Gaga ai 52° Grammy Awards, ed anche per il Monster Ball Tour.

## Sinossi

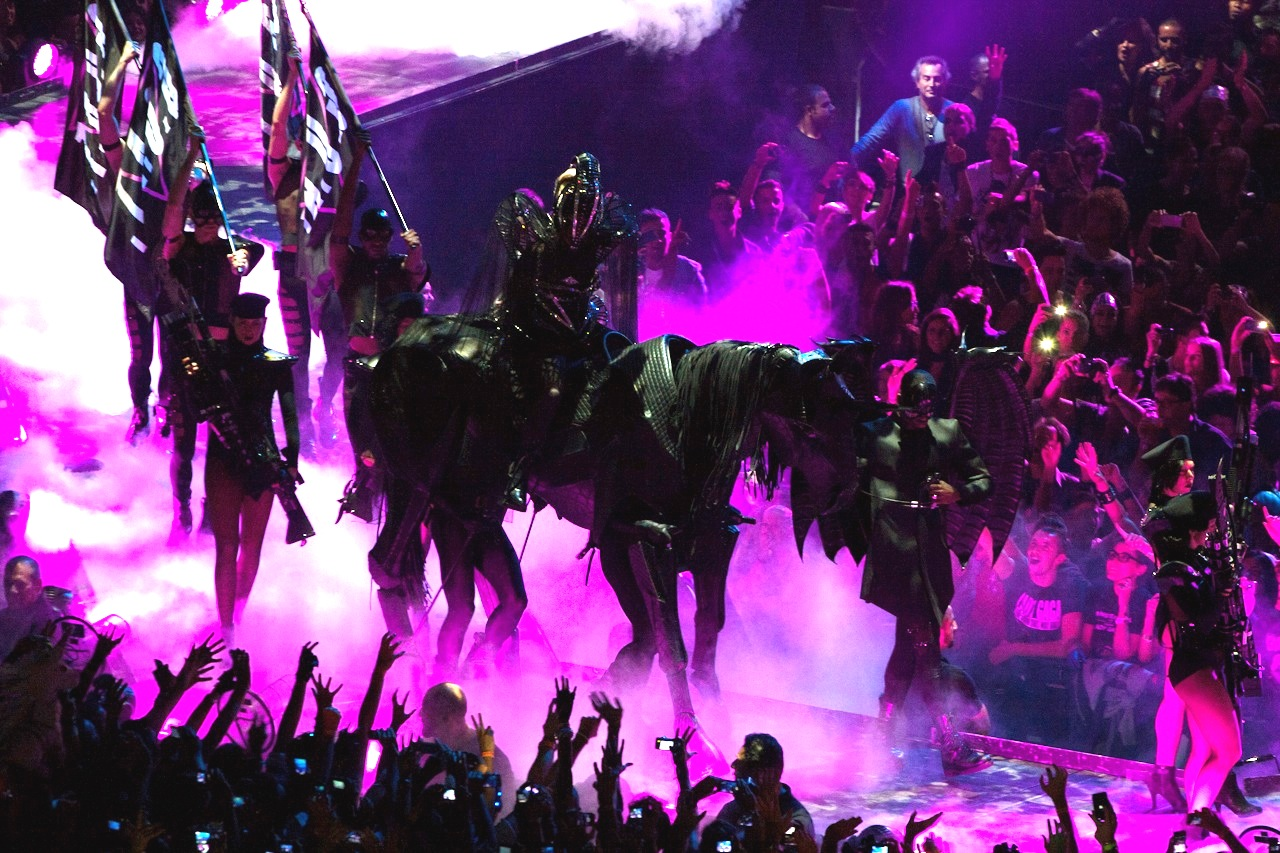
Lady Gaga apre lo show di Milano con Highway Unicorn

Il Born This Way Ball Tour è stato diviso in cinque atti, e tratta temi politici e sociali, quali la discriminazione e il controllo del governo. Lo show inizia con Highway Unicorn (Road to Love) con una intro estesa, dove Gaga si esibisce montando un cavallo meccanico fuori dalla electric chapel, il terzo piano del castello medievale che fa da scenografia al tutto. I ballerini e Gaga camminano lungo la passerella, o il Monster Pit. Metaforicamente, la scena allude l'affermazione che "tutti hanno diritto ad amare, non importa quale sia il loro orientamento sessuale". Alla fine della canzone, il palco diventa buio. I riflettori illuminano il palco con dei suoni elettrici di sottofondo. Il pubblico ascolta poi Mother G.O.A.T. parlare per la prima volta: «l'alieno fuggitivo Lady Gaga è scappato», e che l'operazione: Kill The Bitch è iniziata. A questo punto, si vede Gaga con indosso un costume alienoide, costituito da una tuta luccicante ed un casco ispirato al sadomaso, che esce da un lato del castello e canta Governnment Hooker, durante l'esibizione la cantante seduce un ballerino prima di ucciderlo e fuggire dal palco, salutando i suoi fan: «Benvenuti al Born This Way Ball». Dopo la conclusione della canzone, Gaga torna sul palco in cima ad una finta vagina gigante, creando un'atmosfera simile a quella nel video di Born This Way con una introduzione della canzone molto lunga. Intanto, Gaga emette dei gemiti e simula un parto. In seguito i ballerini entrano in scena e la cantante esegue la canzone.
 Dopo Black Jesus † Amen Fashion, Gaga canta Bloody Mary un costume alienesco dotato di maschera che copre il volto e una gonna lunga che è attaccata ad una sorta di pianella con le ruote, la cantante così si può spostare senza muovere le gambe. 
Dopo il primo atto segue,  Mother G.O.A.T. Manifesto I, un interludio con l'alter ego di Gaga, Mother G.O.A.T., e recita il dialogo di apertura del video musicale di Born This Way. Per Bad Romance, Gaga ha effettuato la performance indossando un abito di plastica bianca e da un copricapo dotato di corna da ariete.

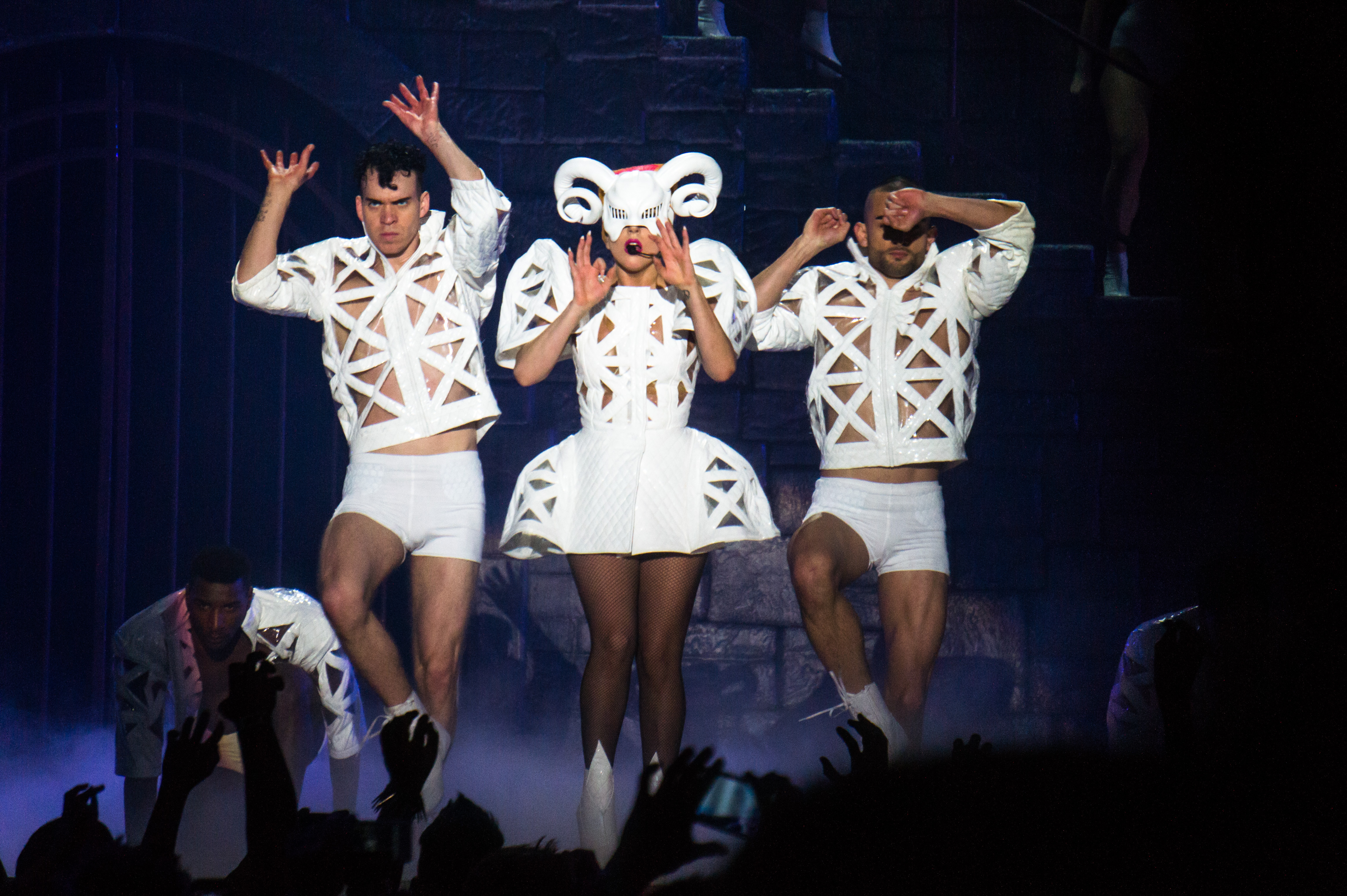
Lady Gaga esegue Bad Romance

Gaga espone poi un discorso sulla sua identità e sulla sua 'prigionia' prima di essere portata via, urlando, da alcune guardie. La scena rappresenta la limitazione e il tradimento del governo. Una volta portata alla sommità del castello, Gaga canta Judas, prima di fuggire all'interno. Si esibisce poi in Fashion Of His Love e Just Dance nel castello, indossando un abito rosa simile ad un origami mentre finge di truccarsi e vengono mostrati alcuni abiti stravaganti indossati da lei alcuni anni prima . LoveGame è eseguita in una vasca di vetro al centro del Monster Pit in mezzo alla folla, con un nuovo finale remixato. Telephone viene poi eseguita con la coreografia originale della canzone. 

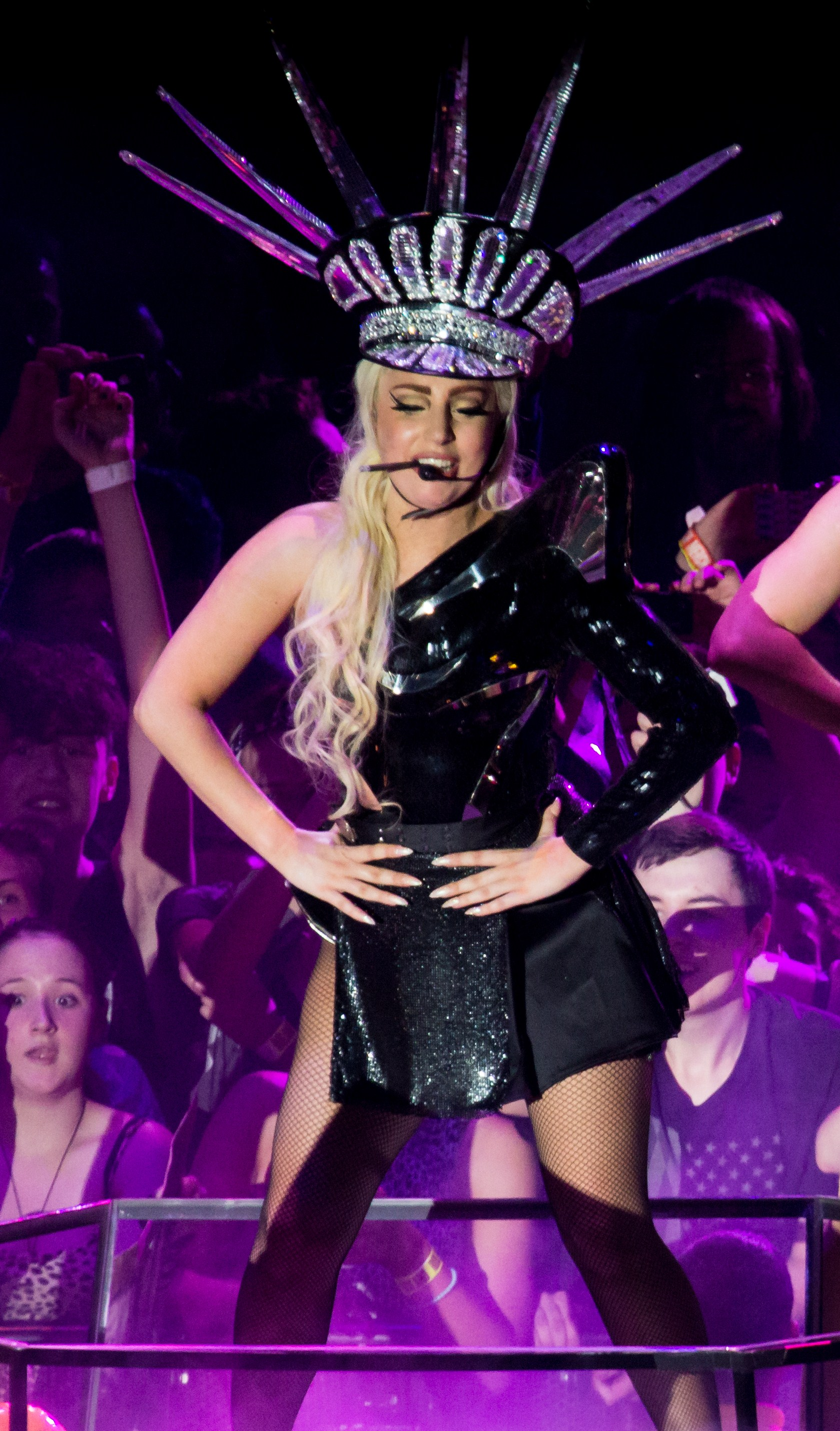
Lady Gaga nell'esecuzione di LoveGame a Manchester

Segue un interludio. Subito dopo viene esibita Heavy Metal Lover, dove Gaga indossa un vestito disegnato per lei da Giorgio Armani, incorporato con un triciclo a motore, rendendo l'aspetto della cantante simile ad un cyborg, una ricreazione della copertina dell'album Born This Way. Dopo Heavy Metal Lover, Gaga parla un po' col pubblico: «So che domani dovrete andare a lavorare, ma sapete che vi dico? Non me ne frega un c***o». Poco dopo esegue Bad Kids, che presenta diverse coreografie.
Svolge quindi una versione acustica di Hair, e subito dopo di Princess Die, canzone ispirata dai suoi più profondi, e oscuri pensieri. Durante questa performance Gaga invita un fan sul palco a cantare con lei. segue Yoü and I. Dopo Yoü and I suona Electric Chapel con una chitarra e una scultura di vetro con tante luci prima di lasciare il palco. Ritorna poi sotto i riflettori in una ricreazione del vestito di carne ed esegue Americano e Poker Face, alla fine della quale sparisce sotto un tritacarne gigante .
Un momento dopo riemerge dal palco seduta su una poltrona di carne ed esegue Alejandro con il suo reggiseno-fucile. Poi Mother G.O.A.T. intona nel castello le parole di Paparazzi fino al ritorno di Gaga che, con il suo nuovo Disco Stick, la uccide. Gaga dice di essere l'ultima a morire e poi si esibisce con Scheiße dicendo: «Questa è l'ultima canzone». 

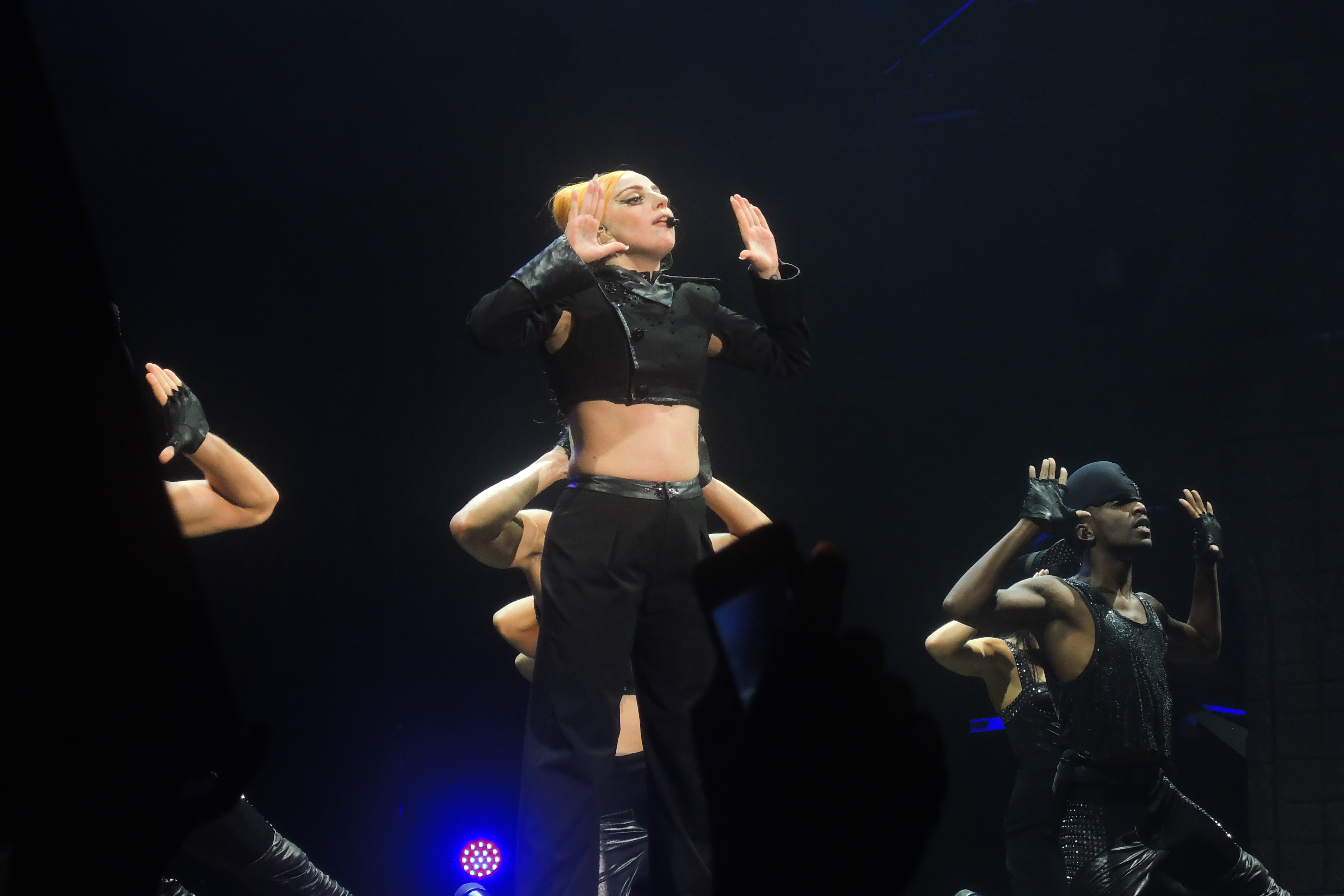
La performance di Scheiße

Dopo la canzone il palco diventa nero. Poco dopo Gaga torna in una delle torri del castello, e canta una versione acustica di The Edge of Glory e, poco dopo, la versione originale del brano. Per l'ultimo numero Lady Gaga ha scelto Marry the Night. Gaga è solita portare dei fan sul palco per percorrere il Monster Pit con lei. Quando la canzone finisce, lei e i fan invitati sul palco spariscono sotto il palco tramite una botola e le luci del castello si spengono.

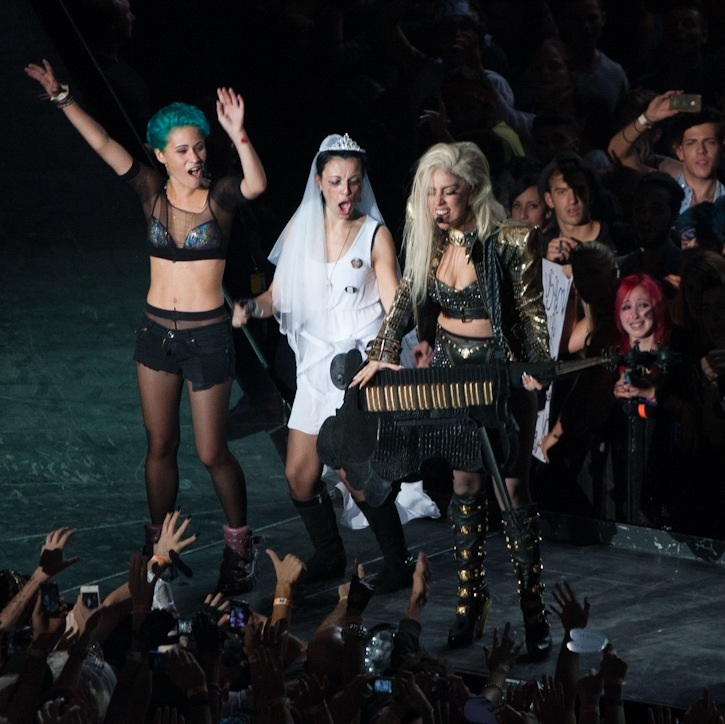
Lady Gaga chiude lo show con Marry The Night

Lady Gaga ha indossato quattordici outfit diversi durante lo show, tutti disegnati per lei dalle case di moda italiane Versace, Moschino e Armani. Lo spettacolo è ambientato in un grande castello in stile medievale.

## Polemiche
Diversi politici conservatori hanno denunciato il Born This Way Ball poco dopo la concezione del tour. Questa polemica iniziale era particolarmente notevole in diverse località del tour in Asia.

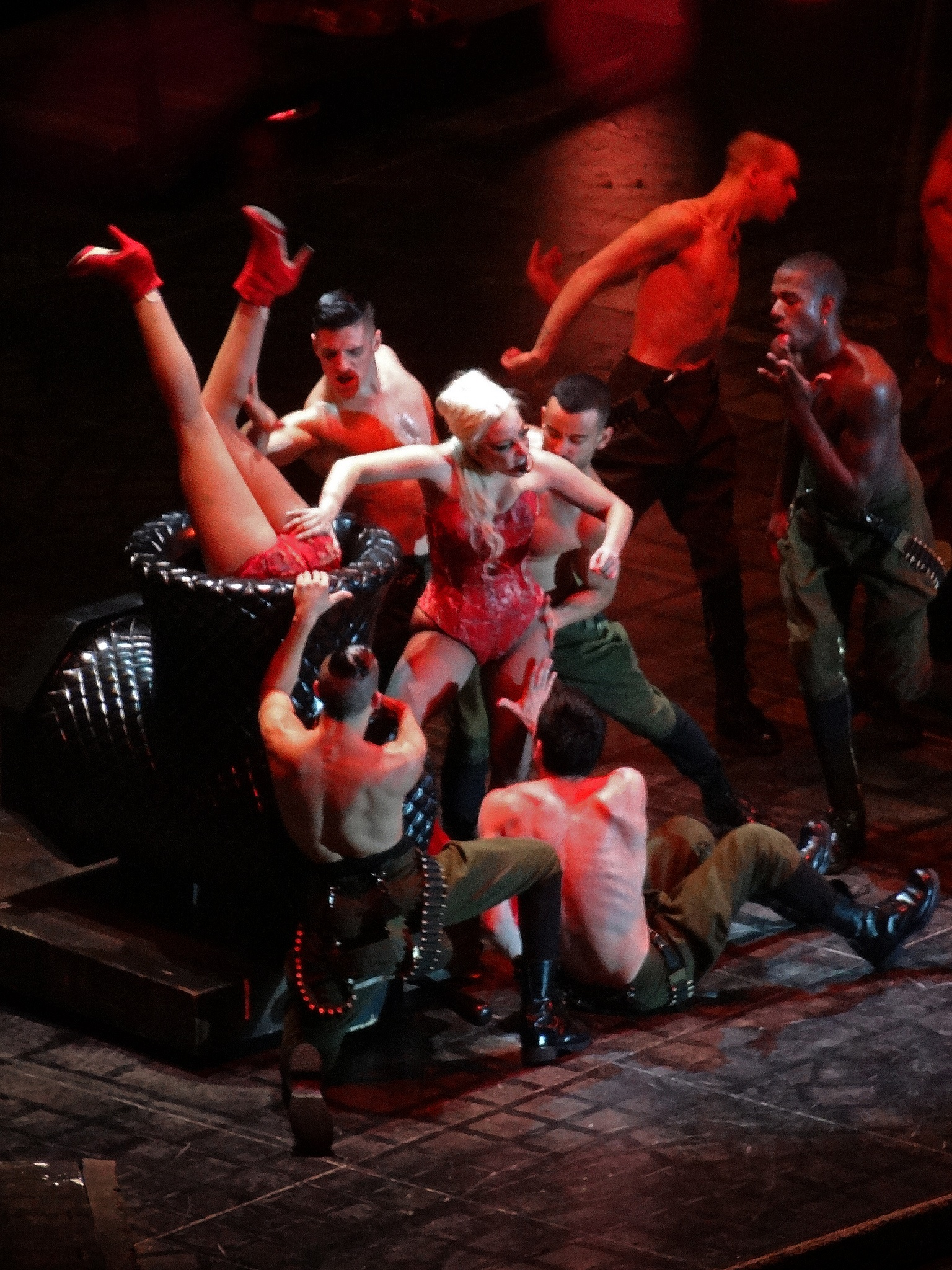
Lady Gaga esegue Poker Face con il corpo di ballo

 A Seul, un gruppo che si autodefinisce la Civilians Network ha protestato contro il concerto prima che cominciasse affermando che la sua performance sarebbe stata "troppo omosessuale e pornografica", esageratamente oscena e che avrebbe potuto contaminare i giovani.
In risposta, la Korea Media Rating Board ha modificato l'età minima d'accesso al concerto dai 12 ai 18 anni. Ciò ha reso Lady Gaga la quarta musicista americana ad avere restrizioni imposte ai loro concerti, e la prima in sei anni. Diverse organizzazioni cristiane hanno applaudito queste iniziative: "Siamo sollevati", ha affermato Sim Man-sup dell'Associazione coreana delle comunicazioni della Chiesa, "che almeno lo spettacolo non sarà in grado di influenzare i giovani. Le esibizioni di Gaga ed i suoi testi sono molto eccentrici in diversi modi. Noi non siamo contro il suo show solo per motivi religiosi. Non pensiamo che la sua performance musicale, che prevede così tante connotazioni sessuali e costumi insoliti, sia appropriata per lo sviluppo emotivo dei giovani."
In Indonesia, Gaga ha incontrato proteste dal Fronte dei Difensori dell'Islam, i quali affermarono che la cantante "offende tutte le religioni" e "promuove il diavolo". Dopo lunghe trattative Gaga e il suo staff hanno deciso di annullare il concerto di Giacarta del 3 giugno 2012, in quanto sarebbe stata a rischio non solo l'incolumità della cantante ma anche degli oltre 50.000 spettatori, poiché gli estremisti islamici avevano minacciato scontri violenti se il concerto non fosse stato cancellato.

## Critica

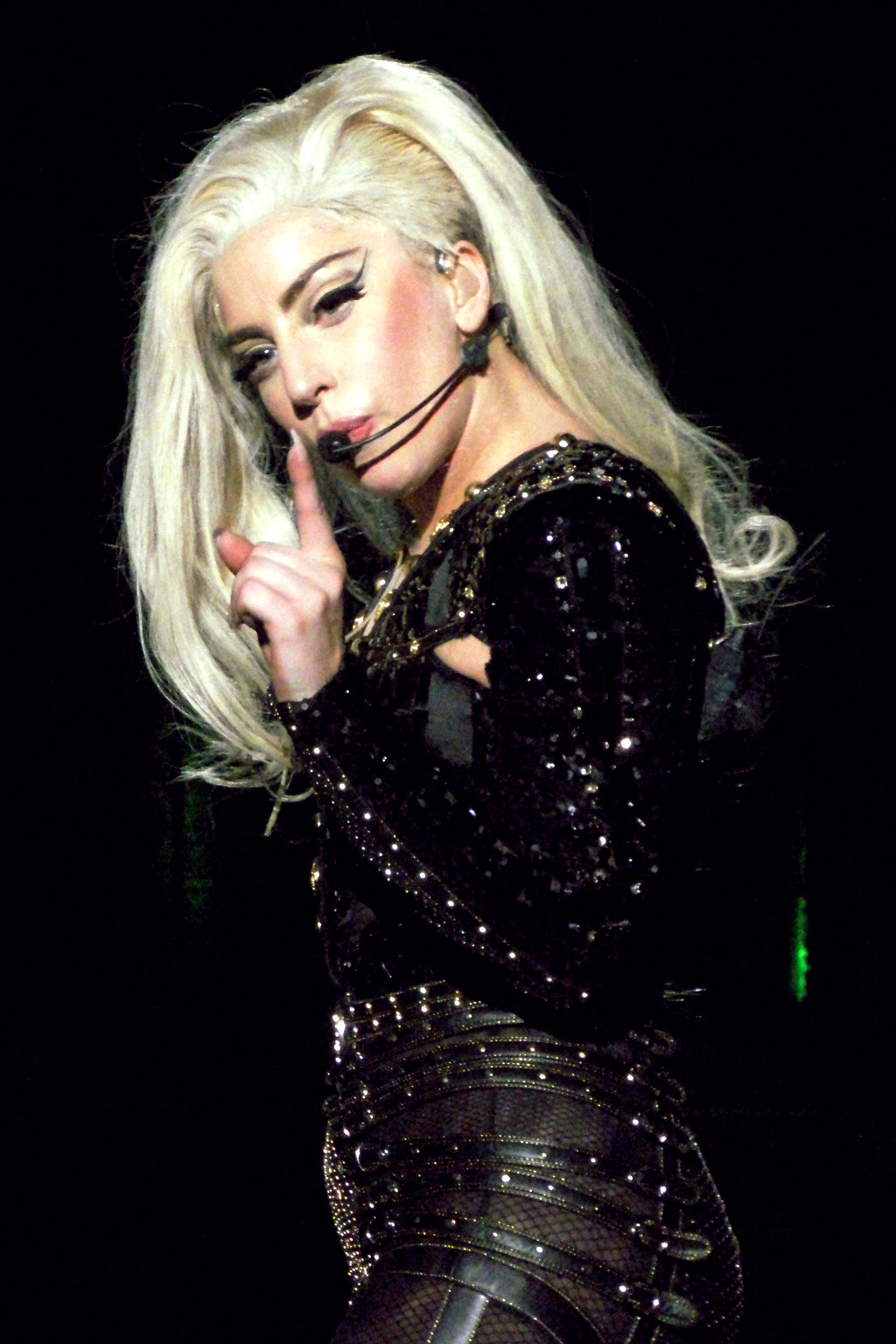
Lady Gaga mentre si esibisce allo Sportpaleis di Anversa

The Born This Way Ball ha ricevuto critiche positive da parte della critica specializzata.
Per la performance in Corea del Sud, il giornalista Cho Chung-un del The Korea Herald disse che la cantante affascinò il pubblico con un palcoscenico con installazioni innovative e mozzafiato.
Scrivendo per la stessa rivista, Emma Kalka si complimentò per il guardaroba dell'artista, citando, inoltre, più segmenti tra cui la performance di Americano come punti salienti del concerto.
Per Kwaak Je-yup del The Korea Times, l'esibizione ha dimostrato le capacità di Gaga come artista. "Venerdì sera Lady Gaga era al suo meglio, fondendo moda e design con grandi melodie e passi di danza. Nonostante alcune difficoltà, è stata una lezione potente per le stelle del K-pop che punteggiano l'arena."
Il Philippine Daily Inquirer ha affermato che la cantante ha entusiasmato decine di migliaia di sud coreani allo show di apertura del suo tour mondiale con abiti sgargianti ed uno spettacolo provocatorio.
MTV, osservando il lavoro visivo dello spettacolo con il suo "castello gotico ed una miriade di cambi di costume", affermò che è chiaro che Gaga abbia superato anche il suo Monster Ball in termini di spettacolo. Elizabeth Soh di Yahoo! Singapore diede una recensione positiva al concerto di Singapore descrivendolo come a volte scioccante, volgare, dolce e semplicemente bizzarro.
Elise Vout di MTV Australia scrisse che il Born This Way Ball è uno spettacolo indimenticabile che ha creato uno standard incredibilmente alto per tutti gli artisti pop che prendono in considerazione un tour mondiale".
La rivista Panorama, riguardo alla data di Milano, ha scritto: È stata assoluta perfezione. Non abbiamo nessuna pietra da scagliare. Ci ha disarmati. Ha poi aggiunto: "Ad un certo punto non sapevamo più se stavamo vedendo un concerto o qualcosa di completamente diverso. Provocazioni, sperimentazione, tutto si mescolava riportando quel marasma di magnificenza alla più umana realtà".

## Successo commerciale
I biglietti del tour hanno innescato un enorme successo commerciale in diversi mercati.
I biglietti per la leg Oceanica del The Born This Way Ball sono stati resi disponibili il 17 febbraio 2012 tramite Ticketek e Ticketmaster. Subito dopo la messa in vendita, i biglietti per i primi due spettacoli ad Auckland divennero sold-out. In seguito alle velocissime vendite di biglietti, furono aggiunti nove ulteriori date per la leg oceanica.

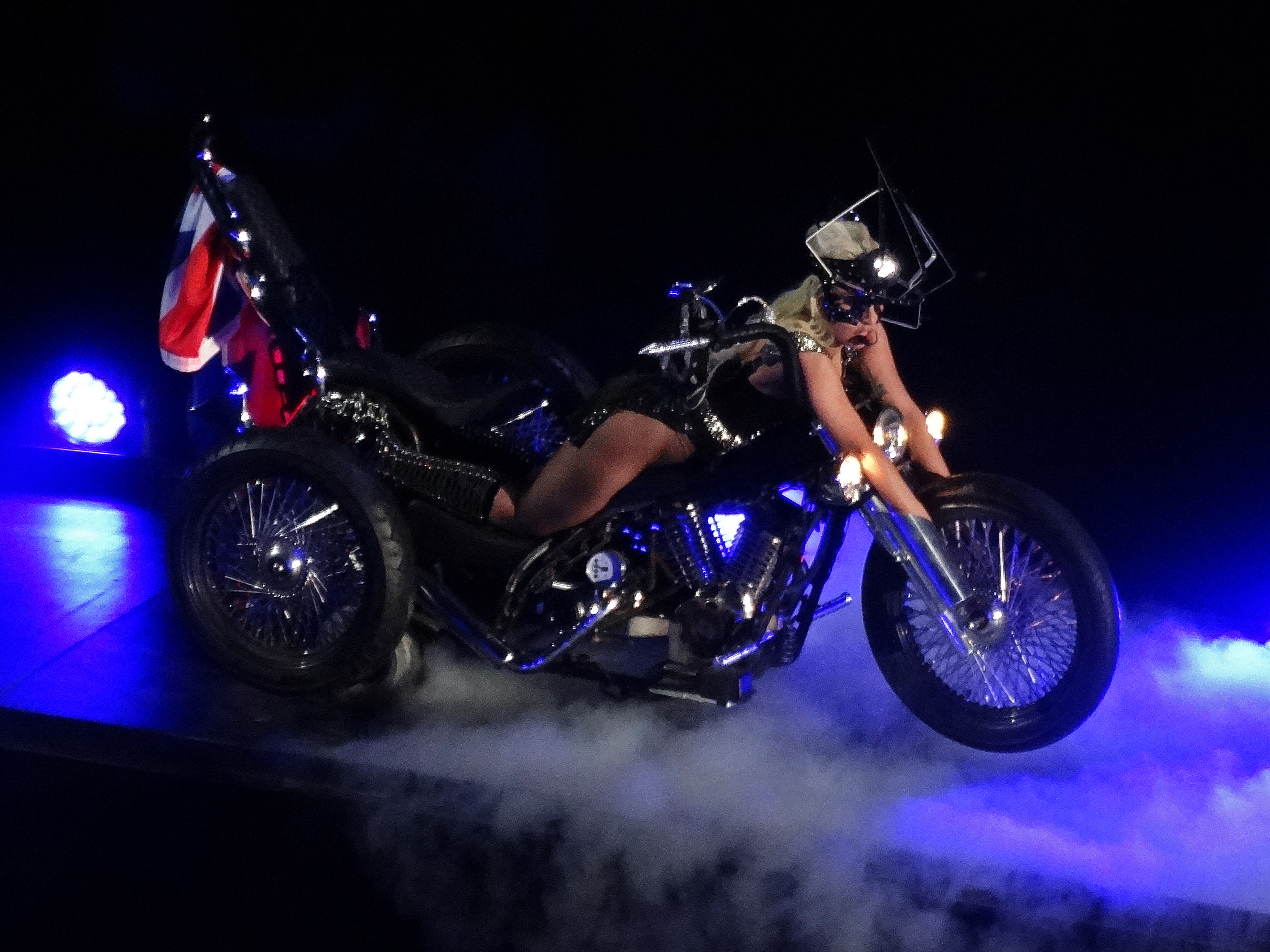
Lady Gaga durante l'esibizione di Heavy Metal Lover

Ad Hong Kong, furono resi disponibili 6.000 biglietti in pre-vendita il 24 febbraio. I biglietti sono stati venduti in meno di tre ore, spingendo Live Nation ad aggiungere tre ulteriori date nella città.
Le date di Taipei, Tokyo, Bangkok, Singapore, Seoul, e Giacarta furono sold-out nel giro di poche ore.
Anche in Europa il tour ha avuto un grande successo commerciale. Numerose sono state le ricevitorie inglesi che hanno indicato come i biglietti in prevendita nel Regno Unito avessero venduto oltre l'offerta.
I biglietti sono stati resi disponibili per la vendita generale il 13 aprile 2012; l'evento di Londra è andato tutto esaurito in meno di un minuto, mentre quello di Manchester in meno di dieci.
La forte richiesta di biglietti continuò anche in Africa. Quando furono messi in vendita i biglietti per le due date in Sud Africa, i server della biglietteria on-line Computicket crasharono a causa dell'elevato numero di fan che cercavano di acquistare i biglietti per i concerti.
Al 1º luglio 2012, risultò il quinto tour col maggior incasso nel mondo del 2012 con 67,2 milioni di dollari di incasso. Alla fine del 2012, invece, risulta il quinto tour con maggiore incasso dell'anno, grazie a 161.4 milioni di dollari incassati con 80 date.

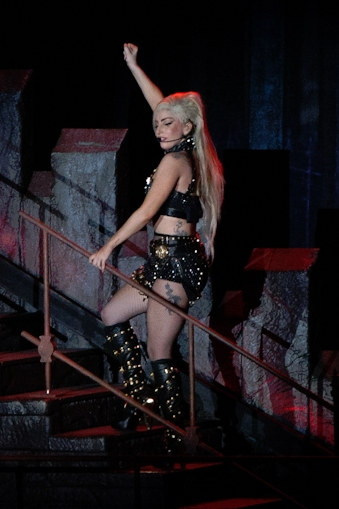
Lady Gaga mentre si esibisce con The Edge of Glory

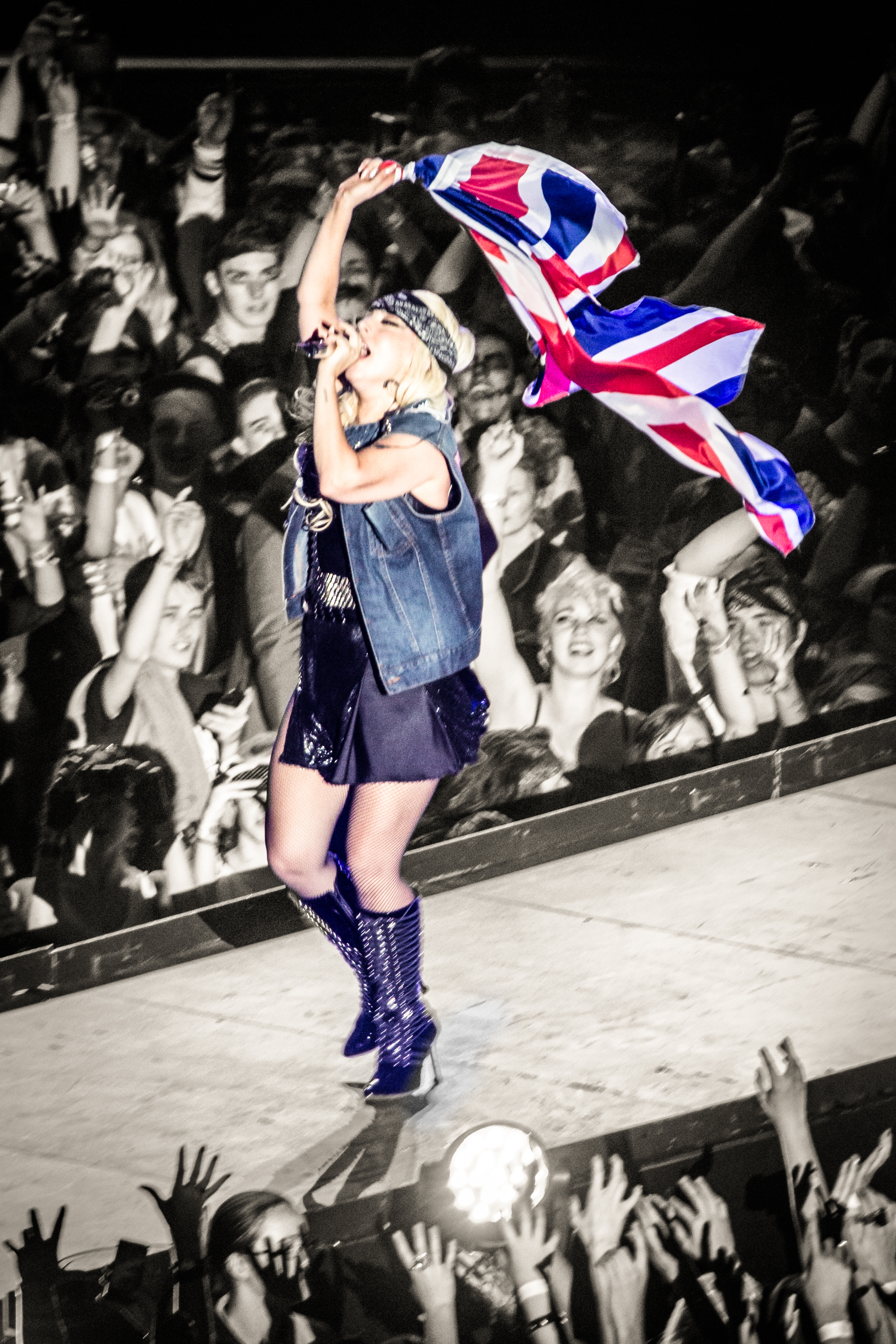
Lady Gaga mentre si esibisce con Yoü and I a Manchester

## Scaletta
1. Highway Unicorn (Road To Love)
2. Government Hooker
3. Born This Way
4. Black Jesus † Amen Fashion
5. Bloody Mary

Interlude: Mother G.O.A.T. Manifesto I
1. Bad Romance
2. Judas
3. Fashion Of His Love
4. Just Dance
5. LoveGame (remix)
6. Telephone
7. Heavy Metal Lover
8. Bad Kids
9. Hair
10. Princess Die (brano inedito, non sempre eseguito)
11. Yoü and I
12. Electric Chapel
13. Americano
14. Poker Face
15. Alejandro
16. Paparazzi
17. Scheiße

Encore
1. The Edge of Glory
2. Marry the Night

### Variazioni della scaletta
- Nelle date statunitensi del 2013, Hair e Electric Chapel vennero eseguite dopo Telephone, mentre Princess Die non venne eseguita. Al suo posto, Gaga cantò The Queen e una versione acustica di Born This Way.
- All'inizio del tour, Black Jesus † Amen Fashion veniva eseguita nel quinto atto dopo Scheiße, ma poi venne spostata nel primo atto dopo Born This Way.
- Lady Gaga il 27 giugno a Melbourne al posto di Hair ha eseguito un inedito, Princess Die. L'evento si è ripetuto anche a Perth e a Vienna.[57]
- L'artista il 26 ottobre 2012, in Messico, non ha cantato né Paparazzi né The Edge of Glory per un piccolo malore. Ha però cantato a cappella Marry the Night dopo 15 minuti dalla fine dello show.
- La cantante si è esibita con la cover di Imagine di John Lennon nelle tappe londinesi dell'8 e 9 settembre 2012.
- Il 18 settembre 2012 ad Amsterdam, Lady Gaga ha cantato Stuck On Fuckin' You, in seguito cantata anche nella tappa di Buenos Aires del 16 novembre 2012.
- Nella tappa di Bogotà, Gaga ha cantato sia un pezzo di Eh, Eh (Nothing Else I Can Say) in versione acustica che una parte di Paparazzi, quest'ultima a cappella.
- Lady Gaga il 9 novembre 2012, a Rio De Janeiro, dopo Marry The Night, ha cantato Cake Like Lady Gaga, come canzone di chiusura dello spettacolo.
- A San Paolo, l'11 novembre 2012, Lady Gaga ha cantato per la prima volta in tour la canzone The Queen.
- Nella tappa a Città del Capo, Lady Gaga si è esibita in una versione a cappella della canzone Born This Way.
- Nella tappa di San Pietroburgo del 9 dicembre, Lady Gaga ha cantato una parte della canzone Bitch, Don't Kill My Vibe, brano che avrebbe dovuto incidere insieme a Kendrick Lamar.

## Artisti d'apertura
La seguente lista rappresenta il numero correlato agli artisti d'apertura nella tabella delle date del tour.
- Zedd = 1
- Lady Starlight = 2
- The Darkness = 3
- Madeon = 4

## Date
| Data              | Città             | Stato         | Luogo                            | Artisti d'apertura | Biglietti (venduti / disponibili) | Incasso      |
| Asia              | Asia              | Asia          | Asia                             | Asia               | Asia                              | Asia         |
| ----------------- | ----------------- | ------------- | -------------------------------- | ------------------ | --------------------------------- | ------------ |
| 27 aprile 2012    | Seul              | Corea del Sud | Stadio Olimpico                  | 1                  | 51.684 / 51.684                   | $3.084.172   |
| 2 maggio 2012     | Hong Kong         | Hong Kong     | AsiaWorld–Arena                  | 1                  | 51.613 / 51.613                   | $7.893.195   |
| 3 maggio 2012     | Hong Kong         | Hong Kong     | AsiaWorld–Arena                  | 1                  | 51.613 / 51.613                   | $7.893.195   |
| 5 maggio 2012     | Hong Kong         | Hong Kong     | AsiaWorld–Arena                  | 1                  | 51.613 / 51.613                   | $7.893.195   |
| 7 maggio 2012     | Hong Kong         | Hong Kong     | AsiaWorld–Arena                  | 1                  | 51.613 / 51.613                   | $7.893.195   |
| 10 maggio 2012    | Saitama           | Giappone      | Saitama Super Arena              | 1                  | 96.550 / 96.550                   | $18.339.701  |
| 12 maggio 2012    | Saitama           | Giappone      | Saitama Super Arena              | 1                  | 96.550 / 96.550                   | $18.339.701  |
| 13 maggio 2012    | Saitama           | Giappone      | Saitama Super Arena              | 1                  | 96.550 / 96.550                   | $18.339.701  |
| 17 maggio 2012    | Taipei            | Taiwan        | Taipei Nangang Exhibition Center | 1                  | 22.173 / 22.173                   | $4.274.243   |
| 18 maggio 2012    | Taipei            | Taiwan        | Taipei Nangang Exhibition Center | 1                  | 22.173 / 22.173                   | $4.274.243   |
| 21 maggio 2012    | Manila            | Filippine     | Mall of Asia Arena               | 1                  | 18.915 / 18.915                   | $1.275.387   |
| 22 maggio 2012    | Manila            | Filippine     | Mall of Asia Arena               | 1                  | 18.915 / 18.915                   | $1.275.387   |
| 25 maggio 2012    | Bangkok           | Thailandia    | Stadio Rajamangala               | 1                  | 41.478 / 41.478                   | $4.299.376   |
| 28 maggio 2012    | Singapore         | Singapore     | Singapore Indoor Stadium         | 1                  | 30.952 / 30.952                   | $4.744.331   |
| 29 maggio 2012    | Singapore         | Singapore     | Singapore Indoor Stadium         | 1                  | 30.952 / 30.952                   | $4.744.331   |
| 31 maggio 2012    | Singapore         | Singapore     | Singapore Indoor Stadium         | 1                  | 30.952 / 30.952                   | $4.744.331   |
| Oceania           |                   |               |                                  |                    |                                   |              |
| 7 giugno 2012     | Auckland          | Nuova Zelanda | Vector Arena                     | 2                  | 34.367 / 34.367                   | $3.669.324   |
| 8 giugno 2012     | Auckland          | Nuova Zelanda | Vector Arena                     | 2                  | 34.367 / 34.367                   | $3.669.324   |
| 10 giugno 2012    | Auckland          | Nuova Zelanda | Vector Arena                     | 2                  | 34.367 / 34.367                   | $3.669.324   |
| 13 giugno 2012    | Brisbane          | Australia     | Brisbane Entertainment Centre    | 2                  | 31.326 / 31.326                   | $4.289.453   |
| 14 giugno 2012    | Brisbane          | Australia     | Brisbane Entertainment Centre    | 2                  | 31.326 / 31.326                   | $4.289.453   |
| 16 giugno 2012    | Brisbane          | Australia     | Brisbane Entertainment Centre    | 2                  | 31.326 / 31.326                   | $4.289.453   |
| 20 giugno 2012    | Sydney            | Australia     | Allphones Arena                  | 2                  | 54.774 / 54.774                   | $7.563.088   |
| 21 giugno 2012    | Sydney            | Australia     | Allphones Arena                  | 2                  | 54.774 / 54.774                   | $7.563.088   |
| 23 giugno 2012    | Sydney            | Australia     | Allphones Arena                  | 2                  | 54.774 / 54.774                   | $7.563.088   |
| 24 giugno 2012    | Sydney            | Australia     | Allphones Arena                  | 2                  | 54.774 / 54.774                   | $7.563.088   |
| 27 giugno 2012    | Melbourne         | Australia     | Rod Laver Arena                  | 2                  | 60.031 / 60.031                   | $8.169.642   |
| 28 giugno 2012    | Melbourne         | Australia     | Rod Laver Arena                  | 2                  | 60.031 / 60.031                   | $8.169.642   |
| 30 giugno 2012    | Melbourne         | Australia     | Rod Laver Arena                  | 2                  | 60.031 / 60.031                   | $8.169.642   |
| 1º luglio 2012    | Melbourne         | Australia     | Rod Laver Arena                  | 2                  | 60.031 / 60.031                   | $8.169.642   |
| 3 luglio 2012     | Melbourne         | Australia     | Rod Laver Arena                  | 2                  | 60.031 / 60.031                   | $8.169.642   |
| 7 luglio 2012     | Perth             | Australia     | Burswood Dome                    | 2                  | 32.046 / 32.046                   | $3.696.277   |
| 8 luglio 2012     | Perth             | Australia     | Burswood Dome                    | 2                  | 32.046 / 32.046                   | $3.696.277   |
| Europa            |                   |               |                                  |                    |                                   |              |
| 14 agosto 2012    | Sofia             | Bulgaria      | Armeets Arena                    | 2 ; 3              | 8.705 / 8.705                     | $489.708     |
| 16 agosto 2012    | Bucarest          | Romania       | Piața Constituției               | 2 ; 3              | 22.602 / 22.602                   | $627.303     |
| 18 agosto 2012    | Vienna            | Austria       | Wiener Stadthalle                | 2 ; 3              | 13.826 / 13.826                   | $1.213.814   |
| 21 agosto 2012    | Vilnius           | Lituania      | Vingis Park                      | 2 ; 3              | 14.853 / 14.853                   | $1.004.182   |
| 23 agosto 2012    | Riga              | Lettonia      | Mežaparks                        | 2 ; 3              | 12.974 / 12.974                   | $587.997     |
| 25 agosto 2012    | Tallinn           | Estonia       | Festival Grounds                 | 2 ; 3              | 16.191 / 16.191                   | $1.011.992   |
| 27 agosto 2012    | Helsinki          | Finlandia     | Hartwall Arena                   | 2 ; 3              | 19.793 / 19.793                   | $2.043.247   |
| 28 agosto 2012    | Helsinki          | Finlandia     | Hartwall Arena                   | 2 ; 3              | 19.793 / 19.793                   | $2.043.247   |
| 30 agosto 2012    | Stoccolma         | Svezia        | Ericsson Globe                   | 2 ; 3              | 27.447 / 27.447                   | $2.848.530   |
| 31 agosto 2012    | Stoccolma         | Svezia        | Ericsson Globe                   | 2 ; 3              | 27.447 / 27.447                   | $2.848.530   |
| 2 settembre 2012  | Copenaghen        | Danimarca     | Stadio Parken                    | 2 ; 3              | 27.819 / 27.819                   | $2.223.471   |
| 4 settembre 2012  | Colonia           | Germania      | Lanxess Arena                    | 2 ; 3              | 25.123 / 25.123                   | $2.312.695   |
| 5 settembre 2012  | Colonia           | Germania      | Lanxess Arena                    | 2 ; 3              | 25.123 / 25.123                   | $2.312.695   |
| 8 settembre 2012  | Londra            | Regno Unito   | Stadio di Twickenham             | 2 ; 3              | 101.250 / 101.250                 | $10.714.991  |
| 9 settembre 2012  | Londra            | Regno Unito   | Stadio di Twickenham             | 2 ; 3              | 101.250 / 101.250                 | $10.714.991  |
| 11 settembre 2012 | Manchester        | Regno Unito   | Manchester Arena                 | 2 ; 3              | 15.543 / 15.543                   | $1.795.795   |
| 15 settembre 2012 | Dublino           | Irlanda       | Aviva Stadium                    | 2 ; 3              | 37.005 / 37.005                   | $3.523.340   |
| 17 settembre 2012 | Amsterdam         | Paesi Bassi   | Ziggo Dome                       | 2 ; 3              | 26.375 / 26.375                   | $2.462.977   |
| 18 settembre 2012 | Amsterdam         | Paesi Bassi   | Ziggo Dome                       | 2 ; 3              | 26.375 / 26.375                   | $2.462.977   |
| 20 settembre 2012 | Berlino           | Germania      | O2 World Berlin                  | 2 ; 3              | 11.968 / 11.968                   | $1.138.313   |
| 22 settembre 2012 | Saint-Denis       | Francia       | Stade de France                  | 2 ; 3              | 70.617 / 70.617                   | $6.367.305   |
| 24 settembre 2012 | Hannover          | Germania      | TUI Arena                        | 2 ; 3              | 10.816 / 10.816                   | $1.075.835   |
| 26 settembre 2012 | Zurigo            | Svizzera      | Hallenstadion                    | 2 ; 3              | 26.626 / 26.626                   | $3.035.010   |
| 27 settembre 2012 | Zurigo            | Svizzera      | Hallenstadion                    | 2 ; 3              | 26.626 / 26.626                   | $3.035.010   |
| 29 settembre 2012 | Anversa           | Belgio        | Sportpaleis                      | 2 ; 3              | 33.539 / 33.539                   | $2.948.685   |
| 30 settembre 2012 | Anversa           | Belgio        | Sportpaleis                      | 2 ; 3              | 33.539 / 33.539                   | $2.948.685   |
| 2 ottobre 2012    | Assago            | Italia        | Mediolanum Forum                 | 2 ; 3              | 10.753 / 10.753                   | $1.119.536   |
| 3 ottobre 2012    | Nizza             | Francia       | Palais Nikaia                    | 2 ; 3              | 13.169 / 13.169                   | $1.088.012   |
| 4 ottobre 2012    | Nizza             | Francia       | Palais Nikaia                    | 2 ; 3              | 13.169 / 13.169                   | $1.088.012   |
| 7 ottobre 2012    | Barcellona        | Spagna        | Palau Sant Jordi                 | 2 ; 3              | 16.934 / 16.934                   | $1.705.685   |
| Nord America      |                   |               |                                  |                    |                                   |              |
| 26 ottobre 2012   | Città del Messico | Messico       | Foro Sol                         | 2 ; 3              | 37.260 / 37.260                   | $2.666.769   |
| Centro America    |                   |               |                                  |                    |                                   |              |
| 30 ottobre 2012   | San Juan          | Porto Rico    | Coliseo de Puerto Rico           | 2 ; 3              | 21.262 / 21.262                   | $2.242.937   |
| 31 ottobre 2012   | San Juan          | Porto Rico    | Coliseo de Puerto Rico           | 2 ; 3              | 21.262 / 21.262                   | $2.242.937   |
| 3 novembre 2012   | San José          | Costa Rica    | Stadio Nazionale                 | 2 ; 3              | 29.014 / 29.014                   | $2.849.707   |
| Sud America       |                   |               |                                  |                    |                                   |              |
| 6 novembre 2012   | Bogotà            | Colombia      | Stadio El Campín                 | 2 ; 3              | 30.546 / 36.335                   | $2.465.994   |
| 9 novembre 2012   | Rio de Janeiro    | Brasile       | Parco degli Atleti               | 2 ; 3              | 26.167 / 26.167                   | $2.218.864   |
| 11 novembre 2012  | San Paolo         | Brasile       | Stadio Morumbi                   | 2 ; 3              | 43.137 / 43.137                   | $4.293.859   |
| 13 novembre 2012  | Porto Alegre      | Brasile       | FIERGS Parking Lot               | 2 ; 3              | 9.918 / 9.918                     | $923.379     |
| 16 novembre 2012  | Buenos Aires      | Argentina     | Stadio Monumental                | 2 ; 3              | 45.007 / 45.007                   | $3.988.565   |
| 20 novembre 2012  | Santiago del Cile | Cile          | Stadio nazionale del Cile        | 2 ; 3              | 42.416 / 42.416                   | $2.849.707   |
| 23 novembre 2012  | Lima              | Perù          | Stadio olimpico                  | 2 ; 3              | 36.163 / 36.163                   | $1.732.732   |
| 26 novembre 2012  | Asunción          | Paraguay      | Jockey Club                      | 2 ; 3              | 26.481 / 26.481                   | $1.107.371   |
| Africa            |                   |               |                                  |                    |                                   |              |
| 30 novembre 2012  | Johannesburg      | Sudafrica     | FNB Stadium                      | 2 ; 3              | 56.900 / 56.900                   | $3.270.764   |
| 3 dicembre 2012   | Città del Capo    | Sudafrica     | Cape Town Stadium                | 2 ; 3              | 39.527 / 39.527                   | $2.285.389   |
| Europa            |                   |               |                                  |                    |                                   |              |
| 6 dicembre 2012   | Bærum             | Norvegia      | Telenor Arena                    | 2 ; 3              | 14.556 / 14.566                   | $1.748.812   |
| 9 dicembre 2012   | San Pietroburgo   | Russia        | SKK Peterburgsky                 | 2 ; 3              | 11.127 / 11.127                   | $1.434.499   |
| 12 dicembre 2012  | Mosca             | Russia        | Olimpijskij                      | 2 ; 3              | 19.522 / 19.522                   | $4.022.660   |
| Nord America      |                   |               |                                  |                    |                                   |              |
| 11 gennaio 2013   | Vancouver         | Canada        | Rogers Arena                     | 3 ; 4              | 30.054 / 30.054                   | $2.891.441   |
| 12 gennaio 2013   | Vancouver         | Canada        | Rogers Arena                     | 3 ; 4              | 30.054 / 30.054                   | $2.891.441   |
| 14 gennaio 2013   | Tacoma            | Stati Uniti   | Tacoma Dome                      | 3 ; 4              | 14.185 / 14.185                   | $1.258.450   |
| 15 gennaio 2013   | Portland          | Stati Uniti   | Rose Garden                      | 3 ; 4              | 8.853 / 8.853                     | $791.496     |
| 17 gennaio 2013   | San Jose          | Stati Uniti   | HP Pavilion                      | 3 ; 4              | 11.465 / 11.465                   | $1.498.246   |
| 20 gennaio 2013   | Los Angeles       | Stati Uniti   | Staples Center                   | 3 ; 4              | 24.412 / 24.412                   | $3.082.251   |
| 21 gennaio 2013   | Los Angeles       | Stati Uniti   | Staples Center                   | 3 ; 4              | 24.412 / 24.412                   | $3.082.251   |
| 23 gennaio 2013   | Phoenix           | Stati Uniti   | US Airways Center                | 3 ; 4              | N.D.                              | N.D.         |
| 25 gennaio 2013   | Las Vegas         | Stati Uniti   | MGM Grand Garden Arena           | 3 ; 4              | N.D.                              | N.D.         |
| 26 gennaio 2013   | Las Vegas         | Stati Uniti   | MGM Grand Garden Arena           | 3 ; 4              | N.D.                              | N.D.         |
| 29 gennaio 2013   | Dallas            | Stati Uniti   | American Airlines Center         | 3 ; 4              | N.D.                              | N.D.         |
| 31 gennaio 2013   | Houston           | Stati Uniti   | Toyota Center                    | 3 ; 4              | N.D.                              | N.D.         |
| 2 febbraio 2013   | Saint Louis       | Stati Uniti   | Scottrade Center                 | 3 ; 4              | N.D.                              | N.D.         |
| 4 febbraio 2013   | Kansas City       | Stati Uniti   | Sprint Center                    | 3 ; 4              | N.D.                              | N.D.         |
| 6 febbraio 2013   | Saint Paul        | Stati Uniti   | Xcel Energy Center               | 3 ; 4              | N.D.                              | N.D.         |
| 8 febbraio 2013   | Toronto           | Canada        | Air Canada Centre                | 3 ; 4              | 24.874 / 24.874                   | $3.414.886   |
| 9 febbraio 2013   | Toronto           | Canada        | Air Canada Centre                | 3 ; 4              | 24.874 / 24.874                   | $3.414.886   |
| 11 febbraio 2013  | Montréal          | Canada        | Centre Bell                      | 3 ; 4              | N.D.                              | N.D.         |
| Totale            | Totale            | Totale        | Totale                           | Totale             | 1.692.693 / 1.698.482 (99.7%)     | $174.586.690 |

### Cancellazioni
| Data             | Città           | Stato       | Luogo                      | Causa                          |
| Asia             | Asia            | Asia        | Asia                       | Asia                           |
| ---------------- | --------------- | ----------- | -------------------------- | ------------------------------ |
| 3 giugno 2012    | Giacarta        | Indonesia   | Gelora Bung Karno Stadium  | Proteste religiose             |
| Nord America     |                 |             |                            |                                |
| 13 febbraio 2013 | Chicago         | Stati Uniti | United Center              | Problema all'anca dell’artista |
| 14 febbraio 2013 | Chicago         | Stati Uniti | United Center              | Problema all'anca dell’artista |
| 16 febbraio 2013 | Auburn Hills    | Stati Uniti | The Palace of Auburn Hills | Problema all'anca dell’artista |
| 17 febbraio 2013 | Hamilton        | Canada      | Copps Coliseum             | Problema all'anca dell’artista |
| 19 febbraio 2013 | Filadelfia      | Stati Uniti | Wells Fargo Center         | Problema all'anca dell’artista |
| 20 febbraio 2013 | Filadelfia      | Stati Uniti | Wells Fargo Center         | Problema all'anca dell’artista |
| 22 febbraio 2013 | New York        | Stati Uniti | Madison Square Garden      | Problema all'anca dell’artista |
| 23 febbraio 2013 | New York        | Stati Uniti | Madison Square Garden      | Problema all'anca dell’artista |
| 25 febbraio 2013 | Washington      | Stati Uniti | Verizon Center             | Problema all'anca dell’artista |
| 27 febbraio 2013 | Boston          | Stati Uniti | TD Garden                  | Problema all'anca dell’artista |
| 2 marzo 2013     | University Park | Stati Uniti | Bryce Jordan Center        | Problema all'anca dell’artista |
| 3 marzo 2013     | Uncasville      | Stati Uniti | Mohegan Sun Arena          | Problema all'anca dell’artista |
| 6 marzo 2013     | Brooklyn        | Stati Uniti | Barclays Center            | Problema all'anca dell’artista |
| 7 marzo 2013     | Brooklyn        | Stati Uniti | Barclays Center            | Problema all'anca dell’artista |
| 10 marzo 2013    | Nashville       | Stati Uniti | Bridgestone Arena          | Problema all'anca dell’artista |
| 11 marzo 2013    | Atlanta         | Stati Uniti | Philips Arena              | Problema all'anca dell’artista |
| 13 marzo 2013    | Tampa           | Stati Uniti | Tampa Bay Times Forum      | Problema all'anca dell’artista |
| 15 marzo 2013    | Sunrise         | Stati Uniti | BB&T Center                | Problema all'anca dell’artista |
| 16 marzo 2013    | Miami           | Stati Uniti | American Airlines Arena    | Problema all'anca dell’artista |
| 18 marzo 2013    | Greensboro      | Stati Uniti | Greensboro Coliseum        | Problema all'anca dell’artista |
| 20 marzo 2013    | Tulsa           | Stati Uniti | BOK Center                 | Problema all'anca dell’artista |

## Personale
Crediti adattati dal programma ufficiale del tour.

### Principali
- Promotore – Live Nation Global Touring
- Direttore Artistico – Marla Weinhoff
- Produzione Esecutiva – Mo Morrison
- Scenografia – Richard Jackson
- Coreografia – Richard Jackson
- Produttori – Haus of Gaga, Lady Gaga, Josh Thomas and Richard Jackson
- Stilista – Nicola Formichetti, Brandon Maxwell
- Co-stilisti – Haus of Gaga, Christian Dada, Armani, Versace, Moschino, and Void of Course
- Costumiste – Perry Meek and Tony Villanueva

- Parrucchiere – Frederic Aspiras
- Truccatrici – Tara Savelo and Sara Nicole Tanno
- Direttore Video – Steven Fatone
- Direttore Luci – Calvin Mosier
- Management – Troy Carter
- Progettista del palco – Mark Fisher
- Azienda produttrice del palco – Tait Towers
- Ballerini – Amanda Balen, David Lei Brandt, Graham Breitenstein, Montana Efaw, Kevin Frey, Knicole Haggins, Asiel Hardison, Jeremy Hudson, Mark Kanemura, Ian McKenzie, Sloan-Taylor Rabinor, and Victor Rojas

### Band
- Lady Gaga – Voce, piano, keytar, chitarra
- Lanar "Kern" Brantley – Basso
- George "Spanky" McCurdy – Batteria
- Brockett Parsons – Tastiere

- Tim Stewart – Chitarra
- Ricky Tillo – Chitarra
- Joe Wilson – Direttore musicale